# 新烏普拉特涅
48°47′37″N 36°15′40″E / 48.79361°N 36.26111°E
新烏普拉特內（烏克蘭語：Новоуплатне）是位於烏克蘭東部的村莊，由哈爾科夫州洛佐瓦區的布利茲紐基市鎮負責管轄。該村始建於1925年，面積0.44平方公里，海拔高度159米，2001年人口94，人口密度每平方公里213.6人。